# Laos
Laos, plným názvem Laoská lidově demokratická republika, je jediným vnitrozemským státem v jihovýchodní Asii. Na severozápadě sousedí s Myanmarem a Čínou, na východě s Vietnamem, na jihovýchodě s Kambodžou a na západě a jihozápadě s Thajskem. Země se vyznačuje zalesněným hornatým terénem, podnebí je převážně tropické savanové ovlivněné monzuny. Laos se dělí na 17 provincií, na ploše 237 000 km² žije 8 milionů obyvatel. Hlavním a nejlidnatějším městem je Vientiane, mezi další velká města patří Savannakhet, Pakse a Luang Prabang. Asi 50 % obyvatel patří k etnické skupině Lao, největšími menšinami jsou Khmuové a Hmongové, úředním jazykem je laoština, dvě třetiny obyvatel se hlásí k buddhismu, necelá třetina k domorodému náboženství.
Země odvozuje svou historickou a kulturní identitu od království Lan Xang, které existovalo od 13. do 18. století, díky své poloze bylo království centrem pozemního obchodu, v roce 1707 se Lan Xang rozdělilo na tři království: Luang Prabang, Vientiane a Čampasak. V roce 1893 byla tato království sjednocena pod francouzskou ochranou jako součást Francouzské Indočíny. Během druhé světové války byl Laos pod japonskou správou, v roce 1945 získal nezávislost a poté se vrátil pod francouzskou správu až do získání autonomie v roce 1949. Úplnou nezávislost země získala v roce 1953 jako Laoské království s konstituční monarchií pod vedením Sisavanga Vonga.  
V letech 1959–1975 probíhala občanská válka, v níž se komunistická strana Pathet Lao podporovaná Severním Vietnamem a Sovětským svazem postavila proti Královským laoským ozbrojeným silám podporovaným Spojenými státy americkými. Válka skončila vznikem Laoské lidově demokratické republiky v roce 1975, socialistického státu jedné strany, který byl až do svého zániku v roce 1991 spojen se Sovětským svazem. Politický systém země byl organizací Freedom House označen za autoritářský. Navzdory těmto problémům Laos přešel k tržně orientovaným reformám, které znamenají novou fázi rozvoje.
Laos je unitární marxisticko-leninská socialistická republika s vládou jedné strany, je jedním ze dvou komunistických států v jihovýchodní Asii. Nejmocnější osobou je generální tajemník Laoské lidové revoluční strany, který je zároveň plní roli i hlavy státu, prezidenta. Nevládní organizace běžně charakterizují stav lidských práv v zemi jako špatný a uvádějí opakované případy zneužívání, jako je mučení, omezování občanských svobod a pronásledování menšin. Ačkoli je Laos  klasifikován jako nejméně rozvinutá země, a v indexu lidského rozvoje zaujímá 139. místo, Světová banka považuje Laos za jednu z nejrychleji rostoucích ekonomik jihovýchodní Asie a Tichomoří, jejíž roční růst hrubého domácího produktu dosahuje od roku 2009 v průměru 7,4 %, a to díky rostoucímu cestovnímu ruchu, vývozu energie a zahraničním investicím. Strategie rozvoje Laosu klade důraz na regionální propojení prostřednictvím rozvoje infrastruktury. Země je členem Sdružení národů jihovýchodní Asie, Asijsko-pacifické obchodní dohody, Východoasijského summitu, Mezinárodní organizace frankofonie, Hnutí nezúčastněných zemí  a Světové obchodní organizace.

## Etymologie
V laoštině je stát nazýván Muang Lao (ເມືອງລາວ) nebo Pathet Lao, což v doslovném překladu znamená „Laoská země“. Francouzi, kteří spojili tři separovaná Laoská království do Francouzské Indočíny v roce 1893, pojmenovali zemi podle místních obyvatel „Laos“ (ve francouzštině se koncové „s“ vyslovuje velmi tiše, nebo vůbec).

## Historie

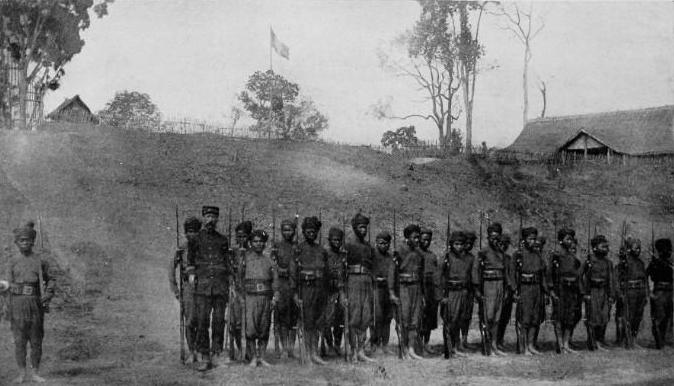
Místní Laosané ve francouzské koloniální gardě, c. 1900

Kolem roku 757 zde vznikl první laoský stát. Od 15. do 18. století byl Laos silným státem známým jako Lan Xang, království miliónu slonů. Později se rozpadlo na několik drobných království. V roce 1893 se území dostalo pod francouzskou nadvládu, která spojením malých království se sousedními zeměmi vytvořila Francouzskou Indočínu.
Během poloviny 50. let 20. století francouzská vláda v jihovýchodní Asii selhala a do severního Laosu vtrhli komunističtí rebelové z hnutí Pathet Lao. Ti v roce 1958 ustanovili dočasnou socialistickou republiku Laos. V 60. a 70. letech 20. století během války ve Vietnamu se boje rozšířily také do Laosu. Odhaduje se, že při americkém bombardování Laosu v rámci „tajné války“ mezi roky 1964 a 1973 bylo svrženo přes dva miliony tun bomb a zahynulo 350 000 civilistů. Problémem do dnešního dne je i nevybuchlá munice z kobercových náletů – podle průzkumu z roku 2009 tato munice zabila 20 tisíc lidí od roku 1973, v posledních dvou letech stále více než 100 lidí ročně se stane obětí, 60 % zemře, 40 % jsou děti.
Když roku 1975 skončila vietnamská válka i občanská válka v Laosu, Pathet Lao vyhlásilo v Laosu novou komunistickou republiku. I dnes je vláda země silně ovlivněna politikou vietnamských komunistů.

## Státní symboly

### Vlajka
Laoská vlajka je tvořena listem o poměru stran 2:3 se třemi vodorovnými pruhy v barvách červené, tmavě modré a červené, o poměru šírek 1:2:1. Uprostřed širšího modrého pruhu je bílé kruhové pole o průměru rovnému 2/5 šířky vlajky (čtyři pětiny šířky modrého pruhu).

### Znak
Laoský státní znak má podobu kruhu, v němž jsou realisticky vyobrazeny zleva přehrada Nam Ngun, asfaltová silnice, rýžové pole a les, horní část kruhu vyplňuje stúpa Pha That Luang a spodní část ozubené kolo. Vše je ohraničeno věncem z rýžových klasů svázaných rudou stuhou, která nese bílé nápisy v laoském písmu: ສັນຕິພາບ ເອກະລາດ ປະຊາທິປະໄຕ (česky Mír, nezávislost, demokracie), ເອກະພາບ ວັດຖະນາຖາວອນ (česky Jednota a prosperita) a ສາທາລະນະລັດ ປະຊາທິປະໄຕ ປະຊາຊົນລາວ (název státu, česky Laoská lidově demokratická republika).

### Hymna
Laoská hymna je píseň Pheng Xat Lao (laosky ເພງຊາດລາວ, česky Hymna laoského lidu). Hudbu složil a původní text napsal Dr. Thongdy Sounthonevichitch v roce 1941. Po založení komunistické Laoské lidově demokratické republiky roku 1975 slova přepsal Sisana Sisane. Nový text se nezaměřuje jen na etnikum Lao a buddhismus, ale jmenoval i ostatní etnika Laosu.

## Geografie

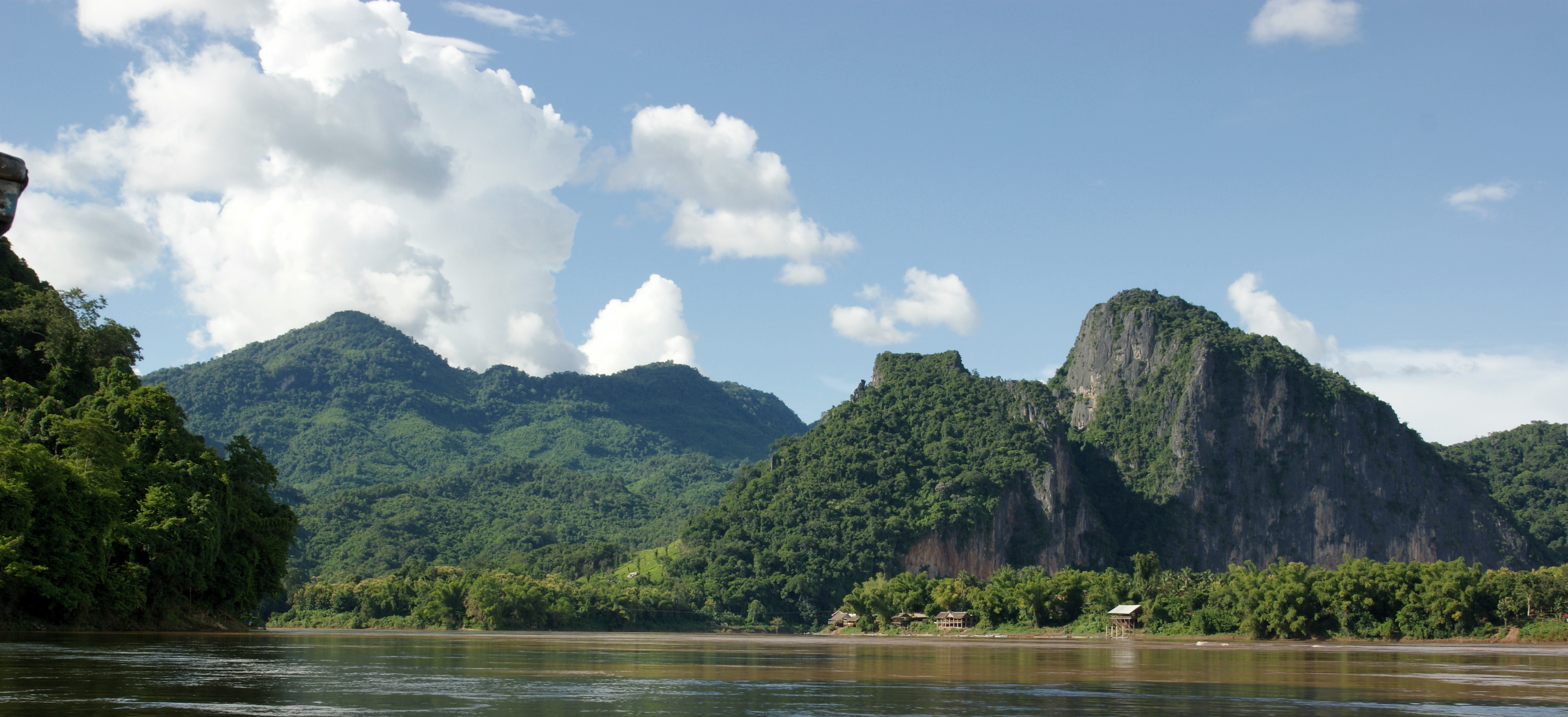
Řeka Mekong protékající Luang Prabangem

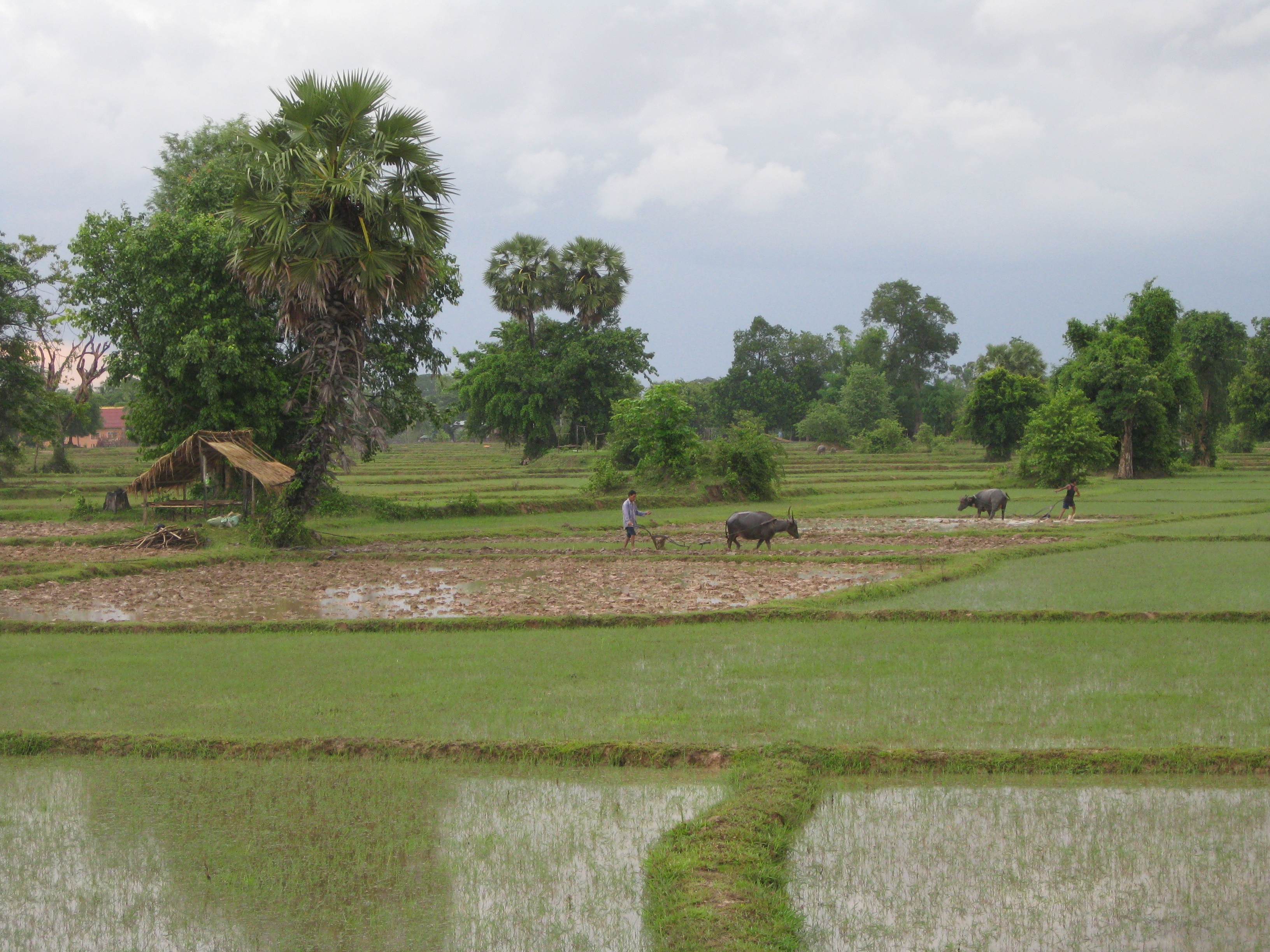
Rýžová pole v Laosu

Laos je jedinou vnitrozemskou zemí v jihovýchodní Asii a leží převážně mezi 14° a 23° severní šířky a 100° a 108° východní délky. Rozkládá se na ploše přibližně 236 800 km2 a je obklopen Myanmarem, Kambodžou, Čínou, Thajskem a Vietnamem.  Jeho zalesněnou krajinu tvoří převážně hory, z nichž nejvyšší Phou Bia měří 2 818 m n. m., s několika rovinami a náhorními plošinami. Řeka Mekong tvoří část západní hranice s Thajskem, kde pohoří Annamitského pásma tvoří většinu východní hranice s Vietnamem a pohoří Luang Prabang severozápadní hranici s Thajskou vysočinou. Na severu se rozkládají 2 náhorní plošiny, Xiangkhoang a na jižním konci Bolavenská náhorní plošina. Řeka Mekong zároveň slouží jako důležitá dopravní tepna.
Laos lze považovat za složený ze 3 geografických oblastí: severní, centrální a jižní. Laos měl v roce 2019 průměrnou hodnotu indexu integrity lesní krajiny 5,6/10, což jej řadí na 98. místo na světě ze 172 zemí.
V roce 1993 laoská vláda vyčlenila 21 % rozlohy země pro ochranu přírody. Země je jednou ze čtyř zemí v oblasti pěstování opiového máku známé jako „zlatý trojúhelník“. Podle Úřadu OSN pro drogy a kriminalitu činila plocha pěstování máku 15 km2 (2007).
Podnebí je převážně tropické savanové a je ovlivňováno monzunovým režimem. Od května do října zde panuje období dešťů, po němž následuje období sucha od listopadu do dubna. Podle místní tradice existují tři roční období: deštivé, chladné a horké. Navíc poslední dva měsíce klimaticky definovaného období sucha jsou teplejší než předchozí čtyři měsíce.
Laos se svými rozsáhlými lesy a říčními systémy je domovem bohaté fauny a flóry. Národní parky jako Nam Et-Phou Louey jsou kritickým útočištěm, kde žijí ohrožené druhy, jako je gibon bělolící a saola. Tyto lesy poskytují útočiště více než 50 druhům savců a téměř 300 druhům ptáků, spolu s řadou plazů a obojživelníků.

## Politika

Vlajka vládnoucí Laoské lidové revoluční strany

Laos je jedním ze světových socialistických států, který se otevřeně hlásí ke komunismu. Jedinou legální politickou stranou je Laoská lidová revoluční strana. Díky statutu Laosu jako státu s vládou jedné strany má generální tajemník (vůdce strany) nejvyšší moc a autoritu nad státem a vládou a plní funkci nejvyššího představitele. Od března 2021 je hlavou státu prezident Thongloun Sisoulith. Ten je od ledna 2021 zároveň generálním tajemníkem Laoské lidové revoluční strany, což z něj činí faktického vůdce Laosu.
První francouzsky psaná a monarchistická ústava Laosu byla vyhlášena 11. května 1947 a prohlásila Laos za nezávislý stát v rámci Francouzské unie. Revidovaná ústava z 11. května 1957 zmínku o Francouzské unii vypustila, zatímco vzdělávací, zdravotnické a technické vazby s bývalou koloniální mocností přetrvaly. Dokument z roku 1957 byl zrušen v prosinci 1975, kdy byla vyhlášena komunistická lidová republika. Ústava byla přijata v roce 1991 a zakotvila „vedoucí úlohu“ Laoské lidové revoluční strany.

### Konflikt s Hmongy

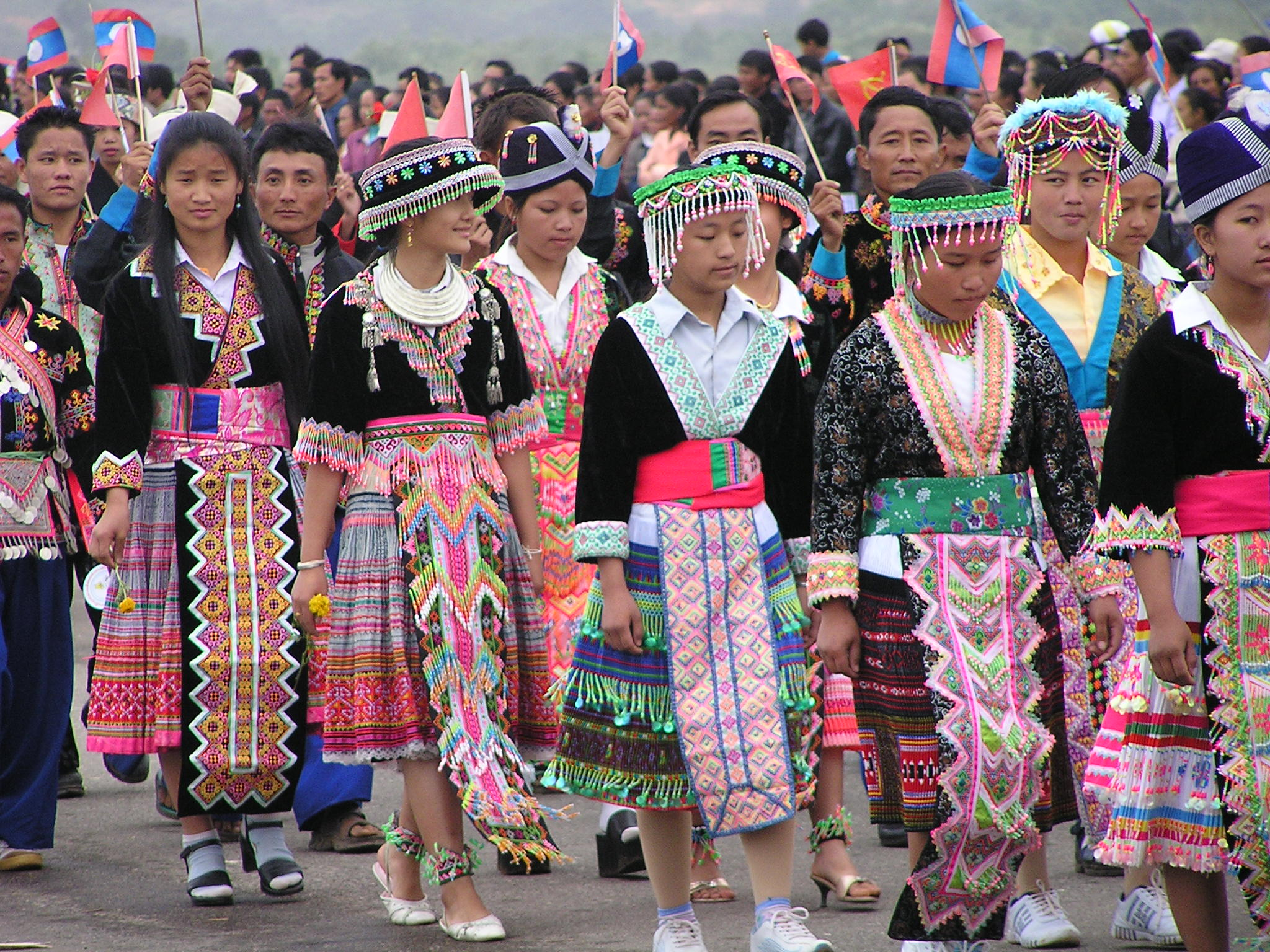
Hmongové v provincii Oudomxai

Vláda Laosu byla obviněna z páchání genocidy a porušování lidských práv a náboženské svobody proti etnické menšině Hmongů uvnitř vlastních hranic Laosu.
Některé skupiny Hmongů bojovaly jako jednotky podporované CIA na straně monarchistů během občanské války v Laosu. Poté, co hnutí Pathet Lao převzalo v zemi v roce 1975 moc, konflikt pokračoval v izolovaných ohniskách. V roce 1977 komunistický tisk slíbil, že strana dopadne „americké kolaboranty“ a jejich rodiny „do posledního kořene“.
Okolo 200 000 Hmongů odešlo do exilu v Thajsku a mnoho z nich skončilo v USA. Řada hmongských bojovníků se skrývala v horách v provincii Xienghoang po mnoho let, zbytky se vynořily z džungle ještě v roce 2003.

### Administrativní členění
Laos se dělí na 16 provincií (qwang) a jednu prefekturu (Nakhonluang ViengChan), která obsahuje území hlavního města (Na Kone Luang Vientiane). Provincie se dále dělí na distrikty (muang) a vesnice (baan).

Administrativní členění Laosu

| Číslo | Název                            | Hlavní město    | Území (km²) | Populace |
| ----- | -------------------------------- | --------------- | ----------- | -------- |
| 1     | Attapu                           | Attapu          | 10,320      | 114,300  |
| 2     | Bokeo                            | Huay Xai        | 6,196       | 149,700  |
| 3     | Bolikhamxai                      | Paksan          | 14,863      | 214,900  |
| 4     | Čampasak                         | Pakse           | 15,415      | 575,600  |
| 5     | Houaphan                         | Xam Neua        | 16,500      | 322,200  |
| 6     | Kahmmouan                        | Thakhek         | 16,315      | 358,800  |
| 7     | Luang Namtha                     | Luang Namtha    | 9,325       | 150,100  |
| 8     | Luang Prabang                    | Luang Prabang   | 16,875      | 408,800  |
| 9     | Oudomxai                         | Muang Xai       | 15,370      | 275,300  |
| 10    | Phongsali                        | Phongsali       | 16,270      | 199,900  |
| 11    | Sainyabuli                       | Sainyabuli      | 16,389      | 382,200  |
| 12    | Salavan                          | Salavan         | 10,691      | 336,600  |
| 13    | Savannakhet                      | Savannakhet     | 21,774      | 721,500  |
| 14    | Xekong                           | Xekong          | 7,665       | 83,600   |
| 15    | Vientiane (Území hlavního města) | Vientiane       | 3,920       | 726,000  |
| 16    | Vientiane (Provincie)            | Muang Phon-Hong | 15,927      | 373,700  |
| 17    | Xienghoang                       | Phonsavan       | 15,880      | 37,507   |

## Obyvatelstvo
V roce 2024 měl Laos 8 milionů obyvatel. Roční přírůstek obyvatelstva činí kolem 2 %. K růstu populace přispěl přebytek narozených dětí (porodnost: 21,5 na 1000 obyvatel oproti úmrtnosti: 6,2 na 1000 obyvatel). Počet narozených dětí na jednu ženu v roce 2023 činil podle statistik 2,4, zatímco v regionu východní Asie a Oceánie to bylo 1,5. Očekávaná délka života obyvatel Laosu narozených v roce 2022 činila 69 let. Průměrný věk obyvatelstva v roce 2021 činil 23,8 roku[16]. 30,5 % obyvatelstva bylo v roce 2023 mladší 15 let, zatímco podíl obyvatel starších 64 let činil 4,5 %.

### Etnická příslušnost
Obyvatelé Laosu se rozdělují podle nadmořské výšky (nížiny, střední a vyšší polohy), která do jisté míry koreluje s etnickými skupinami. Více než polovinu obyvatel země tvoří etničtí Laosané - hlavní obyvatelé nížin. Laosané patří k jazykové skupině Taj, která se začala stěhovat na jih z Číny v prvním tisíciletí n. l. 10 % patří k dalším „nížinným“ skupinám, které spolu s Laosany tvoří Lao Loum (nížinný lid).
Ve středních a jižních horách převažují mon-khmersky mluvící skupiny, známé jako Lao Theung neboli Laosané ze středních svahů. Dalšími termíny jsou Khmu, Khamu (Kammu) nebo Kha, jak je označují Lao Loumové, aby naznačili svou austroasijskou jazykovou příslušnost. Poslední jmenovaný výraz je považován za pejorativní a znamená „otrok“. Byli to původní obyvatelé severního Laosu. Zůstala zde část vietnamské, laoské čínské a thajské menšiny, zejména ve městech, a část z nich odešla po získání nezávislosti ve 40. letech 20. století, přičemž někteří se přestěhovali buď do Vietnamu, Hongkongu, nebo do Francie. Laoské kmeny Theungů tvoří asi 30 % obyvatelstva.
V izolovaných oblastech Laosu žijí již léta horalé a menšinové kultury Laosu, jako jsou Hmongové, Jaové, Dao, Šanové a tibetobarmsky mluvící národy. V severním Laosu se vyskytují horské/horské kmeny se smíšeným etnicko-kulturně-jazykovým dědictvím, k nimž patří původní obyvatelé Laosu Lua a Khmu. Společně se nazývají Lao Soung neboli Laosané z horských oblastí. Lao Soungové tvoří asi 10 % obyvatelstva.

### Jazyky
Úředním jazykem je laoština, jazyk z tajsko-kadajské jazykové rodiny. Více než polovina obyvatelstva mluví laoštinou jako mateřským jazykem. Zbytek, zejména ve venkovských oblastech, hovoří jazyky etnických menšin. Laoská abeceda, která se vyvinula někdy mezi 13. a 14. stoletím, byla odvozena z khmerského písma. Jazyky jako khmerština (austroasijština) a hmongština (hmong-mienský jazyk) mluví menšiny, zejména ve středních a horských oblastech. V oblastech s vyšším výskytem vrozené hluchoty se používá řada laoských znakových jazyků.

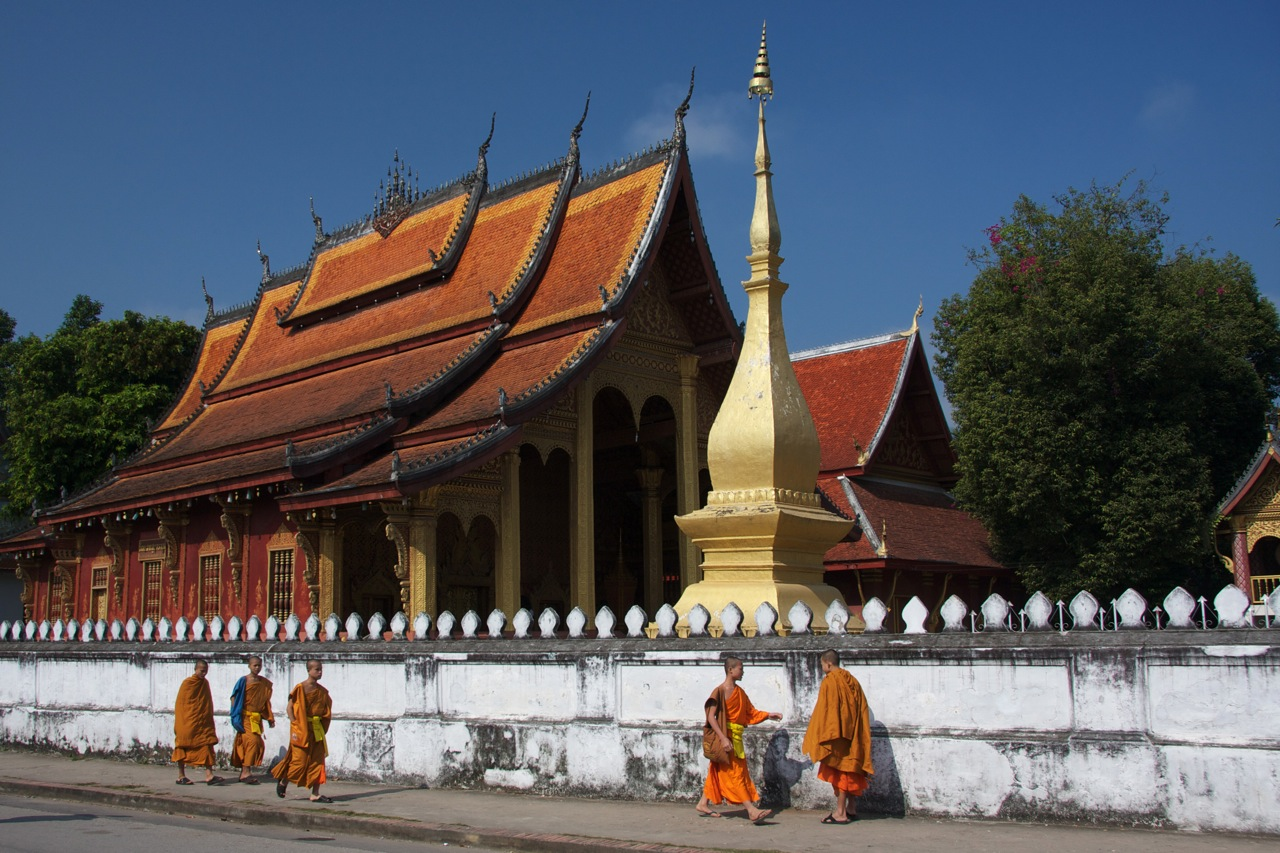
Buddhistický chrám v Luang Prabang

Francouzština se používá ve státní správě a v obchodě a Laos je členem Mezinárodní organizace frankofonie. Tato organizace v roce 2010 odhadovala, že v Laosu žilo 173 800 francouzsky mluvících osob.

### Náboženství
K roku 2010 se k théravádovému buddhismu hlásilo 66 % Laosanů, ke křesťanství 1,5 %, k muslimství 0,1 %, k židovství 0,1 % a k jiným nebo tradičním směrům (většinou k tajskému domorodému náboženství) 32,3 %.

## Ekonomika

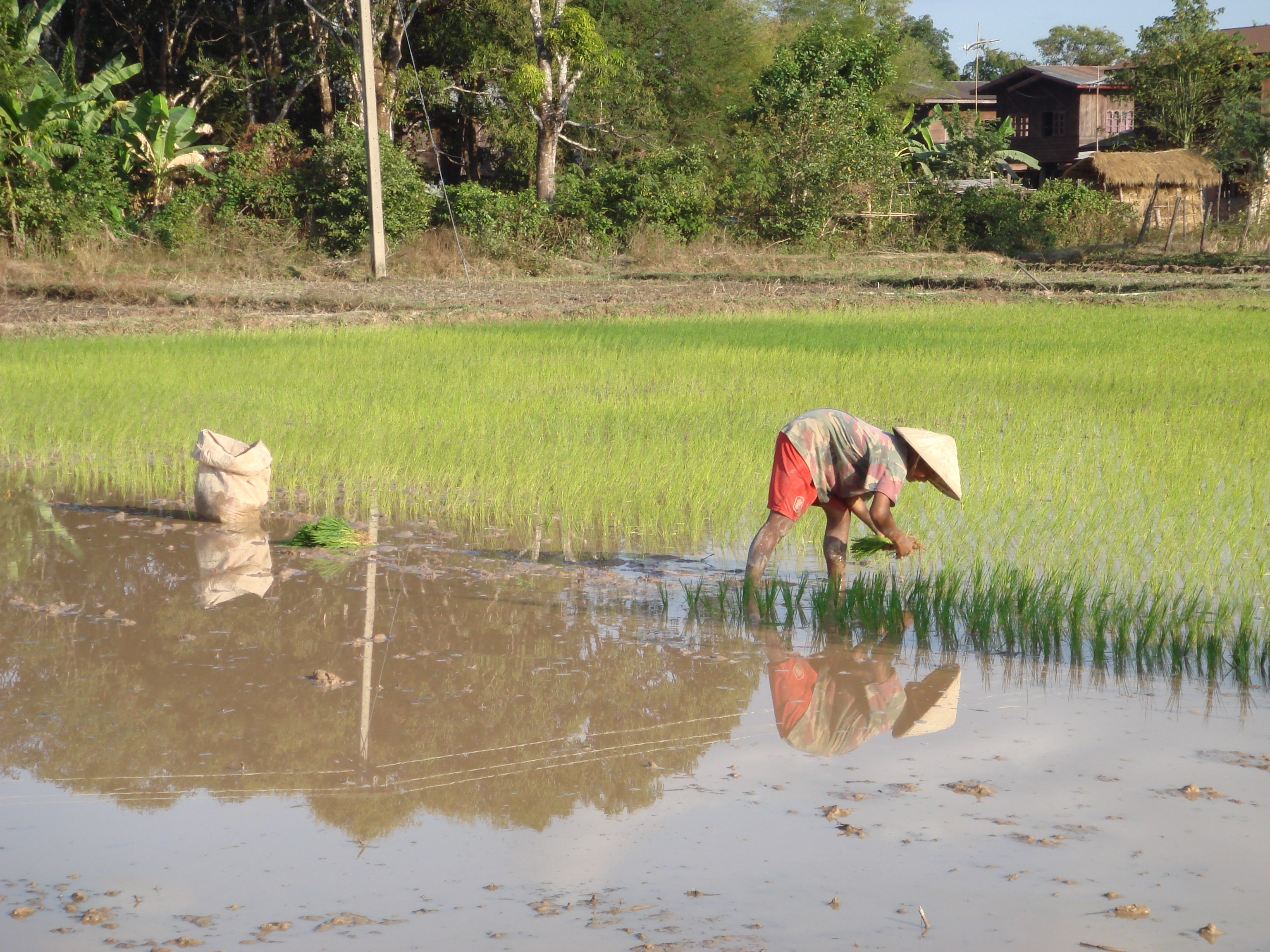
Sázení rýže blízko Čampasaku

Laos je málo rozvinutý zemědělský stát s důležitým lesním hospodářstvím. Význačná je těžba vzácného dřeva. Přední nerostnou surovinou je cín. Rozšířená je řemeslná výroba. Elektrická energie se téměř výhradně vyrábí ve vodních elektrárnách.
Pěstuje se rýže, kukuřice, batáty, maniok, brambory, citrusy, kávovník a kaučukovník. Živočišná produkce: skot, buvoli, prasata, drůbež a rybolov. Důležitá je zde také říční doprava na Mekongu. V zemi, která je třikrát větší než Česko, stojí jen několik málo kilometrů železnice z thajského pohraničního města Nong Khai do stanice Thanalang na předměstí Vientiane.
Ekonomika Laosu patří k těm slabším v regionu, díky tržním reformám Laoské lidové revoluční strany se však v poslední době slibně rozvíjí. V roce 2011 byla založena laoská burza. Hrubý domácí produkt na hlavu se v roce 2024 pohyboval kolem 2000 amerických dolarů (USD) a růst činil 8,3%.

### Turistika
Cestovní ruch v Laosu se stal důležitou součástí laoské ekonomiky. V roce 2024 počet turistů přesáhl 5 milionů a přispěl do ekonomiky částkou v přepočtu přesahující 1 miliardu USD. Cestovní ruch řídí vládní agentura na úrovni ministerstva, Laoská národní správa cestovního ruchu.
Cestovní ruch je pro laoskou vládu třetím největším zdrojem zahraničních příjmů, hned za těžbou a výrobou elektřiny. V roce 2019 navštívilo Laos 4,79 milionu zahraničních turistů, kteří utratili 931 milionů USD, což představovalo 9,1 % laoské ekonomiky, a vytvořili pracovní místa pro 300 000 lidí.
Turisté vyhledávají buddhistické chrámy, včetně města Luang Prabang, které je na seznamu světového dědictví, a francouzskou koloniální architekturu.

## Kultura

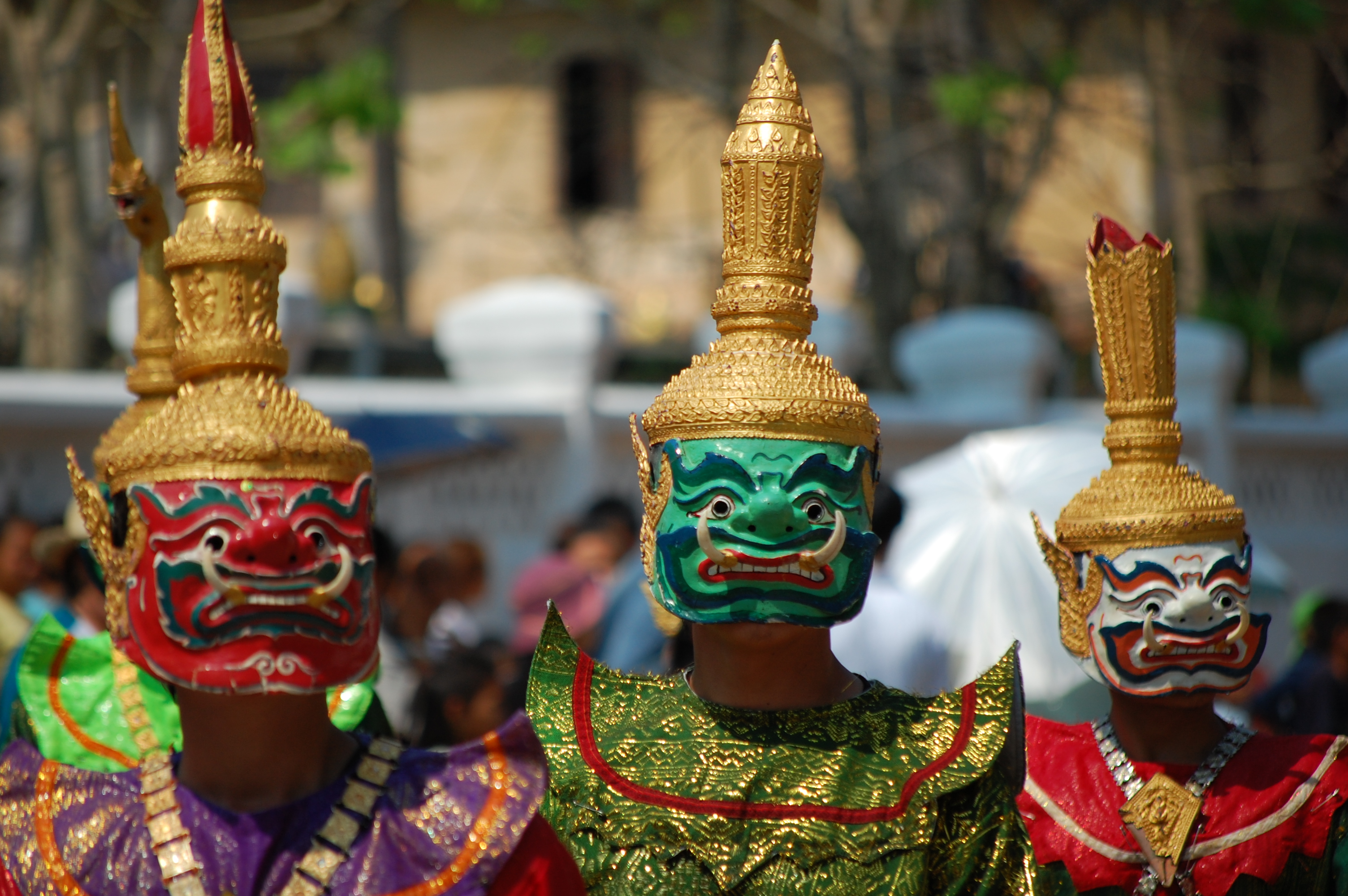
Laosští tanečníci během oslav Nového roku

Laos má osobitou kulturu. Prostřednictvím théravádského buddhismu byla ovlivněna Indií a ukazuje také aspekty čínské kultury. Tyto vlivy lze vidět po celé zemi, a to nejen v jazyce, ale také v umění, literatuře, hudbě a uměleckých reprezentacích.
Laoský životní styl je poznamenán buddhismem. Jsou učeni být otevření a trpěliví. Buddhismus byl také mocným nástrojem pro vytváření pocitu jednoty a pro učení Laosanů být dobrými lidmi a vyhýbat se špatným činům v dávných dobách, kdy neexistovaly žádné zákony ani prostředky k jejich vymáhání. 
Důležitým festivalem v Laosu je Boun Pha Vet, který se koná jednou ročně. Je to buddhistický festival, který trvá dva dny a účastní se ho celá komunita. Tradičně se Boun Pha Vet koná v lednu nebo únoru v závislosti na lunárním cyklu. Během obřadu mniši kážou o kapitolách Maha Wetsandon Chadok, nazývaného také Velké kázání o narození. 
Laoské hudbě dominuje národní hudební nástroj khen, který má fascinující historii. Hudební skupiny obvykle zahrnují zpěváka (mor lam) a hráče na khen (mor khaen) spolu s houslisty a dalšími hudebníky. Lam saravane je nejoblíbenější laoský hudební styl, ale etničtí Laosané v Thajsku si vyvinuli mezinárodně známější verzi zvanou mor lam.

### Kuchyně

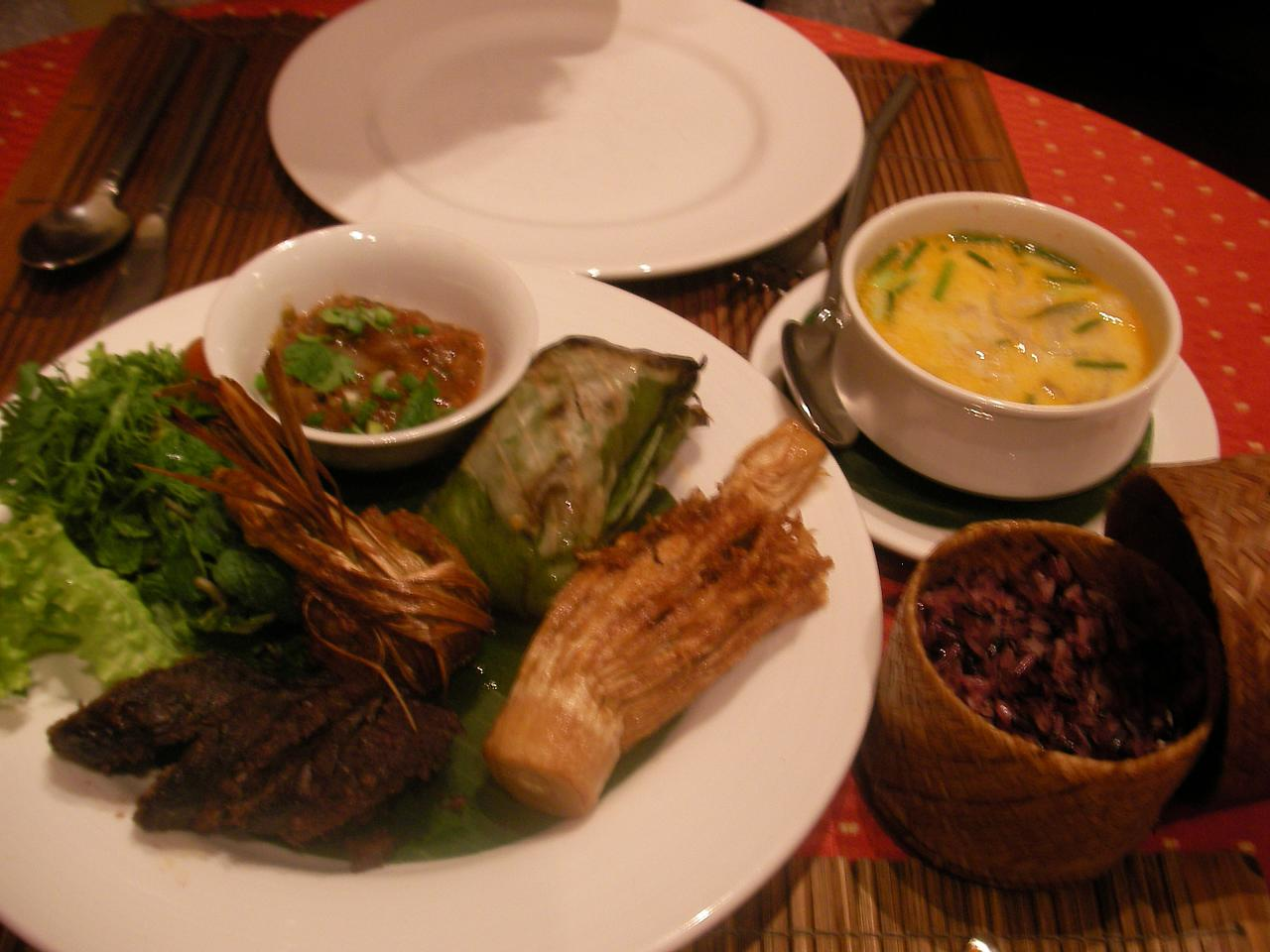
Laoský pokrm nagas

Laoská kuchyně je ovlivněna kuchyní vietnamskou, čínskou, francouzskou a thajskou. Základní potravinou laoské kuchyně je lepkavá rýže, která je také jednou z nejlepkavějších na světě, a ryby z Mekongu. Rýže se jí při každém jídle dne. Z nápojů je nejoblíbenější laoská káva a z hlavních pokrmů jsou to larb, směs marinovaného masa a ryb a papájový salát tam mak hoong.